# Druy-Parigny
Pour les articles homonymes, voir Druyes et Parigny.
Druy-Parigny est une commune française, située dans le département de la Nièvre en région Bourgogne-Franche-Comté.

## Géographie

### Communes limitrophes
Les communes limitrophes sont  Avril-sur-Loire, Beaumont-Sardolles, Béard, Fleury-sur-Loire, Saint-Ouen-sur-Loire, Sougy-sur-Loire et Trois-Vèvres.

### Hameaux et lieux-dits
- Dardault, sur la route de Nevers à Decize.

### Climat
Pour des articles plus généraux, voir Climat de la Bourgogne-Franche-Comté et Climat de la Nièvre.
En 2010, le climat de la commune est de type climat océanique dégradé des plaines du Centre et du Nord, selon une étude du Centre national de la recherche scientifique s'appuyant sur une série de données couvrant la période 1971-2000. En 2020, Météo-France publie une typologie des climats de la France métropolitaine dans laquelle la commune est exposée à un climat océanique altéré et est dans la région climatique  Centre et contreforts nord du Massif Central, caractérisée par un air sec en été et un bon ensoleillement. 
Pour la période 1971-2000, la température annuelle moyenne est de 10,9 °C, avec une amplitude thermique annuelle de 16,3 °C. Le cumul annuel moyen de précipitations est de 858 mm, avec 11,5 jours de précipitations en janvier et 8,2 jours en juillet. Pour la période 1991-2020, la température moyenne annuelle observée sur la station météorologique de Météo-France la plus proche, « Ourouer », sur la commune de Vaux d'Amognes à 22 km à vol d'oiseau, est de 11,3 °C et le cumul annuel moyen de précipitations est de 889,3 mm. 
La température maximale relevée sur cette station est de 41,5 °C, atteinte le 7 août 2003 ; la température minimale est de −13,5 °C, atteinte le 1er mars 2005,,. 
Les paramètres climatiques de la commune ont été estimés pour le milieu du siècle (2041-2070) selon différents scénarios d'émission de gaz à effet de serre à partir des nouvelles projections climatiques de référence DRIAS-2020. Ils sont consultables sur un site dédié publié par Météo-France en novembre 2022.

## Urbanisme

### Typologie
Au 1er janvier 2024, Druy-Parigny est catégorisée commune rurale à habitat très dispersé, selon la nouvelle grille communale de densité à sept niveaux définie par l'Insee en 2022.
Elle est située hors unité urbaine. Par ailleurs la commune fait partie de l'aire d'attraction de Nevers, dont elle est une commune de la couronne,. Cette aire, qui regroupe 93 communes, est catégorisée dans les aires de 50 000 à moins de 200 000 habitants,.

### Occupation des sols
L'occupation des sols de la commune, telle qu'elle ressort de la base de données européenne d’occupation biophysique des sols Corine Land Cover (CLC), est marquée par l'importance des territoires agricoles (72,1 % en 2018), une proportion sensiblement équivalente à celle de 1990 (71,6 %). La répartition détaillée en 2018 est la suivante : prairies (50,4 %), forêts (25,2 %), terres arables (18,3 %), zones agricoles hétérogènes (3,4 %), milieux à végétation arbustive et/ou herbacée (2 %), eaux continentales (0,8 %). L'évolution de l’occupation des sols de la commune et de ses infrastructures peut être observée sur les différentes représentations cartographiques du territoire : la carte de Cassini (XVIIIe siècle), la carte d'état-major (1820-1866) et les cartes ou photos aériennes de l'IGN pour la période actuelle (1950 à aujourd'hui).

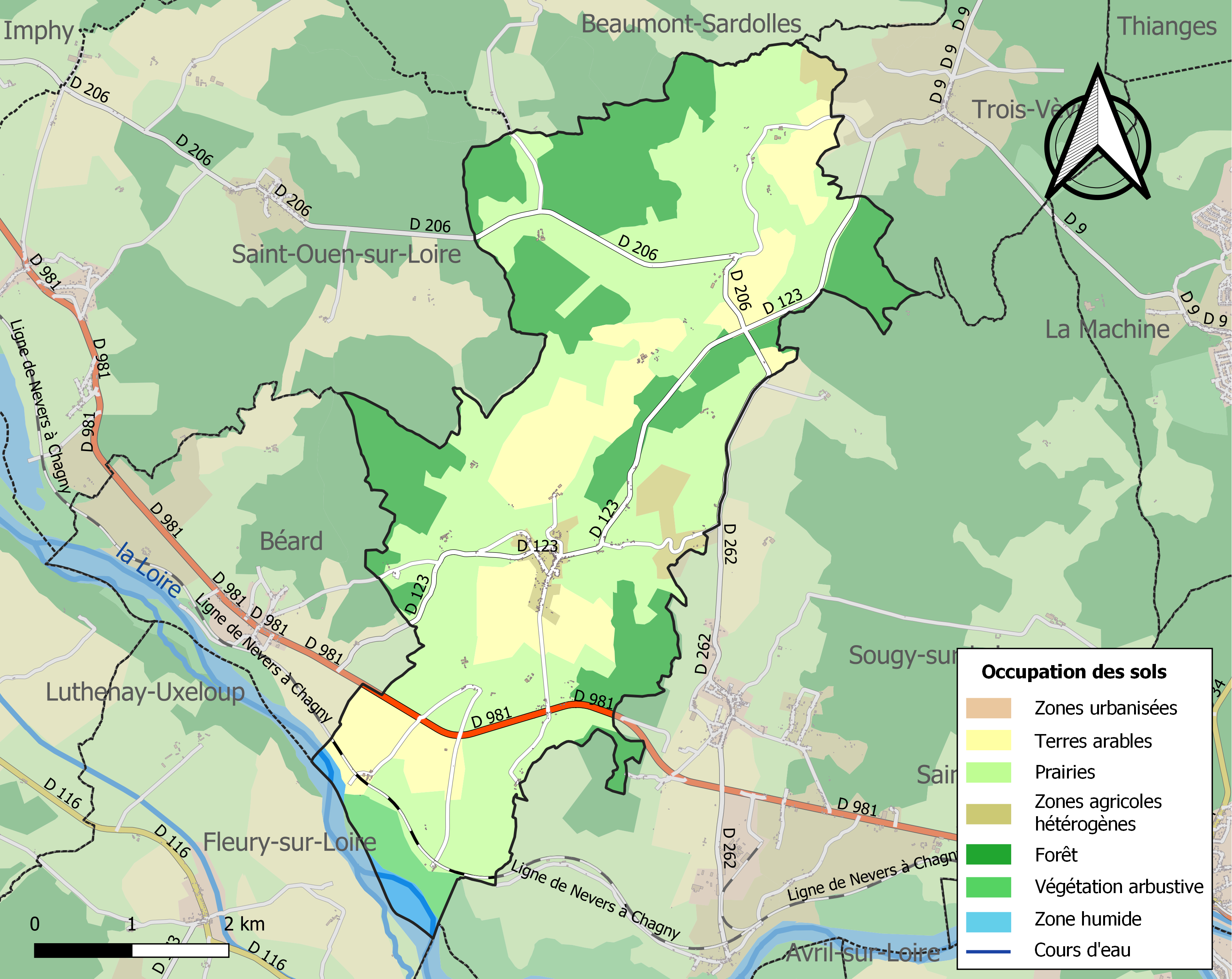
Carte des infrastructures et de l'occupation des sols de la commune en 2018 (CLC).

## Histoire
- Les 1er et 2 septembre 1944, en représailles à une embuscade du maquis Julien renforcé par un commando du SAS britannique, l’armée allemande exécute 12 civils et incendie le hameau de Dardault, le village et le château de Druy. 33 maisons sont détruites[13].

## Politique et administration

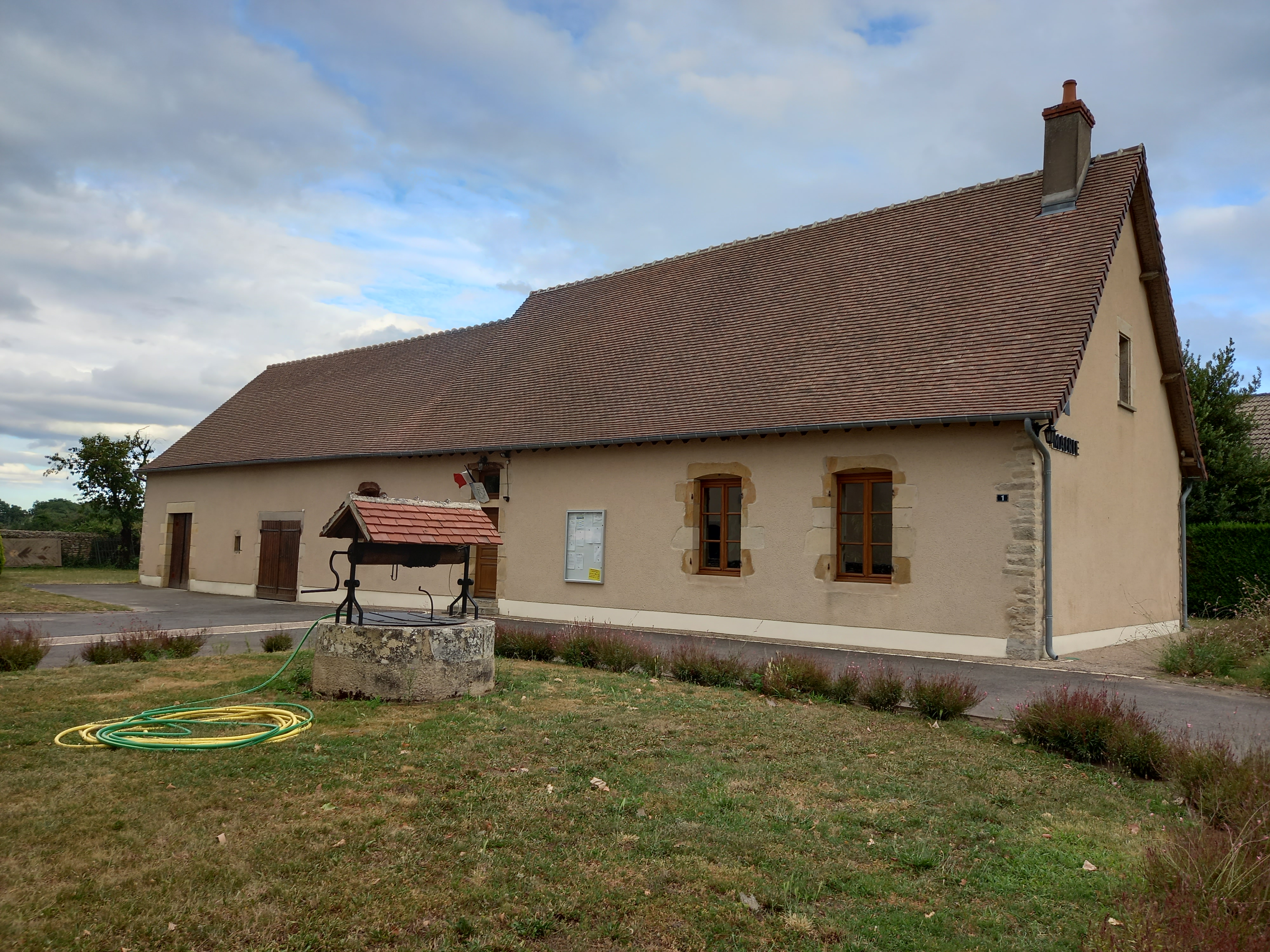
Mairie.

| Période                                  | Période                      | Identité                         | Étiquette | Qualité           |
| ---------------------------------------- | ---------------------------- | -------------------------------- | --------- | ----------------- |
| mars 2008                                | en cours                     | Pierre Thévenard                 |           | Retraité          |
|                                          |                              | Charles Douard                   |           |                   |
| juin 1900                                |                              | Jean-Louis Magny                 |           |                   |
| juin 1896                                | mai 1900                     | Étienne Follereau                |           |                   |
| janvier 1895                             | juin 1896                    | Jean-Baptiste Dondon             |           |                   |
| juin 1887                                | à sa mort le 18 octobre 1894 | Henri Gabriel Abord              |           | Châtelain         |
| février 1871                             | mai 1887                     | Jacques Ponceau                  |           |                   |
| janvier 1864                             | janvier 1871                 | Louis Alexandre Claude Josserand |           |                   |
| août 1841                                | à sa mort le 30 octobre 1863 | Nicolas Jeandet                  |           |                   |
| janvier 1840                             | juillet 1841                 | Charles Brosselin                |           |                   |
| avril 1835                               | décembre 1839                | Charles Merlaud                  |           |                   |
| septembre 1822                           | juin 1834                    | Jean Defosse                     |           |                   |
| juin 1815                                | juin 1821                    | Jean-Marie Guillemenot           |           | Notaire           |
| décembre 1801                            | juin 1815                    | Claude François Robelin          |           |                   |
| juillet 1800                             | octobre 1801                 | François Charles                 |           |                   |
| décembre 1793                            | ?                            | Joseph Guérin                    |           | Officier de santé |
| Les données manquantes sont à compléter. |                              |                                  |           |                   |

## Démographie
L'évolution du nombre d'habitants est connue à travers les recensements de la population effectués dans la commune depuis 1793. Pour les communes de moins de 10 000 habitants, une enquête de recensement portant sur toute la population est réalisée tous les cinq ans, les populations de référence des années intermédiaires étant quant à elles estimées par interpolation ou extrapolation. Pour la commune, le premier recensement exhaustif entrant dans le cadre du nouveau dispositif a été réalisé en 2006.

En 2022, la commune comptait 303 habitants, en évolution de −6,77 % par rapport à 2016 (Nièvre : −3,28 %, France hors Mayotte : +2,11 %).
| 1793 | 1800 | 1806 | 1821 | 1831 | 1836 | 1841 | 1846 | 1851 |
| ---- | ---- | ---- | ---- | ---- | ---- | ---- | ---- | ---- |
| 483  | 445  | 424  | 463  | 356  | 535  | 523  | 506  | 491  |

| 1856 | 1861 | 1866 | 1872 | 1876 | 1881 | 1886 | 1891 | 1896 |
| ---- | ---- | ---- | ---- | ---- | ---- | ---- | ---- | ---- |
| 649  | 650  | 653  | 681  | 681  | 646  | 640  | 623  | 601  |

| 1901 | 1906 | 1911 | 1921 | 1926 | 1931 | 1936 | 1946 | 1954 |
| ---- | ---- | ---- | ---- | ---- | ---- | ---- | ---- | ---- |
| 570  | 531  | 545  | 468  | 377  | 367  | 342  | 342  | 387  |

| 1962 | 1968 | 1975 | 1982 | 1990 | 1999 | 2006 | 2011 | 2016 |
| ---- | ---- | ---- | ---- | ---- | ---- | ---- | ---- | ---- |
| 364  | 352  | 317  | 336  | 324  | 329  | 337  | 355  | 325  |

| 2021 | 2022 | - | - | - | - | - | - | - |
| ---- | ---- | - | - | - | - | - | - | - |
| 305  | 303  | - | - | - | - | - | - | - |

## Culture locale et patrimoine

### Lieux et monuments
- Le château de Druy-Parigny ;
- L'église Saint-Martin (XIe siècle).

### Personnalités liées à la commune
- Louis François de Bréchard (donnée inconnue -1809), comte de Bréchard, chevalier, seigneur d'Achun et de Pouilly.